# Emanuel František Hrdlička
Emanuel František Hrdlička (17. září 1810 – 6. února 1883) byl český benediktin a pedagog. V letech 1871–1880 byl převorem-administrátorem Emauzského kláštera v Praze. Byl posledním představeným Emauzského kláštera před jeho převzetím Beuronskou benediktinskou kongregací.

## Život
V roce 1836 složil slavné sliby u emauzských benediktinů. Po teologických studiích a přijetí kněžského svěcení (1837) působil jako pedagog na gymnáziu v Klatovech. Posléze byl ředitelem tohoto gymnázia a následně působil v téže funkci rektora na biskupském gymnáziu v Českých Budějovicích. Po rezignaci opata Františka Xavera Částky byl ustanoven převorem-administrátorem pražského Emauzského kláštera, kde tehdy žilo kolem dvaceti mnichů, převážně v důchodovém věku. V této funkci působil devět let. Nepodařilo se mu zastavit personální úpadek kláštera. V roce 1880 klášter převzala Beuronská benediktinská kongregace a jeho řízení se ujal Maurus Wolter.
Emanuel František Hrdlička zemřel v roce 1883 a pohřben byl na Vyšehradském hřbitově. V roce 2015 byl do jeho hrobu pohřben český expremiér Stanislav Gross.